# Complicated (cântec de Avril Lavigne)
Complicated este discul single de debut al cântăreței de origine canadiană Avril Lavigne, inclus pe primul album de studio al acesteia, Let Go. Compoziția s-a bucurat de succes în Australia, unde a ocupat cea mai înaltă poziție în clasamentele de specialitate. Concomitent piesa ocupa locul secund în ierarhia Billboard Hot 100 din SUA.
La finele deceniului, folosind site-ul About.com, conglomeratul New York Times publica clasamentul celor mai bune piese pop ale anilor 2000, iar „Complicated” figura pe poziția cu numărul unsprezece.

## Informații generale
Piesa s-a bucurat de succes instantaneu în America de Nord, atingând cele mai înalte poziții în topurile locale. Revista Blender a clasat „Complicated” pe poziția cu numărul 197 în „topul 500 al celor mai bune melodii de după nașterea ta”. Cântărețul „Weird Al” Yankovic a compus o melodie numită „A Complicated Song”, care avea ca scop parodierea single-ului „Complicated”.
La compunerea acestei melodii au contribuit: Avril Lavigne, Scott Spock, Lauren Christy și Graham Edwards, iar de producerea sa s-a ocupat The Matrix. În acest imn pop-rock, Lavigne se regăsește într-o situație complicată în relația cu iubitul său. Acesta se comportă frumos cu ea, iar Avril se bucură de relația pe care o are cu acesta, dar ea descoperă că acesta preferă să se comporte altfel în fața prietenilor. În fața acestora el încearcă să afișeze o altă față a sa, lucru menționat pe parcursul refrenului melodiei: „Why'd you have to go and make things so complicated? I see the way you're acting like you're somebody else, get's me frustrated...” („De ce trebuie să complici lucrurile într-atât? Văd cum te comporți ca și când ai fi altcineva, devin frustrată...”
La acea vreme au existat controverse în legătură cu textul melodiei. În câteva interviuri date de cântăreață pentru promovare, ea a declarat că piesa este inspirată din propria sa viață și că s-a implicat în producerea melodiilor de pe album, producându-le alături de The Matrix. Totuși acesta a declarat că el a compus cea mai mare parte din melodie și că Lavigne a intervenit doar în legătură cu câteva schimbări minore.
În videoclipul produs de către The Malloys, Lavigne îi întreabă pe cei din trupa sa dacă vor să devasteze mall-ul. Aceștia sunt de acord, iar trupa începe să distrugă, aceste cadre cunt împletite cu scene în care Lavigne este surprinsă cântând într-un parc, alături de trupă. În câteva cadre din acest videoclip apar fratele și sora lui Lavigne.

## Lista melodiilor
Default CD single (UK, Canada, Mexic)
1. "Complicated" (Tom Lord-Alge Mix)
2. "I Don't Give"
3. "Why"
4. "Complicated" (videoclip)

Dutch and Italian CD single
1. "Complicated"
2. "I Don't Give"

Australian CD single
1. "Complicated" (The Matrix Mix)
2. "I Don't Give"
3. "Why"

Promo brazilian
1. "Complicated"
2. "Complicated" (Tom Lord-Alge Mix)
3. "Complicated" (The Matrix Mix)

UK promo
1. "Complicated"

Ultimix Promo
1. "Complicated" (Mix by Stacy Mier)
2. "Complicated" (Mix by Dave Jackson - DJ Remix)

## Poziții ocupate în topuri
| Clasament (2002)                            | Loc |
| ------------------------------------------- | --- |
| United World Chart                          | 1   |
| New Zealand RIANZ Singles Chart             | 1   |
| Australian Singles Chart                    | 1   |
| Belgian Ultratop 50 (francez)               | 5   |
| Belgian Ultratop 50 (olandez)               | 3   |
| Los 40 Principales Spain                    | 1   |
| Hong Kong Singles Chart                     | 1   |
| UK Singles Chart                            | 3   |
| Canadian BDS Airplay Chart                  | 1   |
| Canadian Singles Chart                      | 21  |
| Irish Singles Chart                         | 1   |
| U.S. ARC Weekly Chart (Top 40)              | 1   |
| U.S. Adult Contemporary                     | 13  |
| U.S. Latin Pop Airplay                      | 28  |
| U.S. Billboard Latin Tropical/Salsa Airplay | 20  |
| U.S. Billboard Hot 100                      | 2   |
| Argentinean Top 40                          | 1   |
| Euro 200                                    | 2   |
| Brazilian Top 10                            | 1   |
| Mexican Top 100 Singles Chart               | 1   |
| Japanese (Osakan Hot 100)                   | 1   |
| Swedish Singles Chart                       | 2   |
| Norwegian Singles Chart                     | 1   |
| World Airplay Top 100                       | 1   |
| Venezuelan Singles Chart                    | 1   |